# Religioses de Sant Josep de Girona
L'Institut de Religioses de Sant Josep de Girona és una congregació religiosa de germanes, dedicada a l'assistència a malalts, fundada per Maria Gay i Tibau a l'any 1870. Les seves germanes, conegudes com a Germanes de Sant Josep o Vetlladores, posposen al seu nom les sigles R.S.J.G.

## Història
Arran de la seva experiència treballant amb el doctor Emeri Ros a Girona, Maria Gay vol ajudar directament els malalts necessitats. L'estat d'assistència era llavors molt precari, tant als hospitals públics com als domicilis, tant per la manca de mitjans tècnics com per la de personal. Com a membre de la Confraria de la Puríssima Sang, atenia malalts necessitats desinteressadament, tasca que feu durant vint anys. Pensà, però, que calia anar més enllà i va voler fundar un institut religiós dedicat al servei dels malalts sense recursos, preferentment a domicili. Amb el consentiment de la família Ros-Llausas, va començar a posar en pràctica la idea, i el 28 de juny de 1870, amb la seva amiga Carme Esteve i Andoca i sis companyes més, va iniciar la vida comunitària d'una agrupació laica de voluntàries que, amb domicili al Carrer de la Forca, 12, es dedicaria a l'atenció i la vetlla, de dia i de nit, de malalts. Per això foren anomenades popularment Germanes Vetlladores.
La seva tasca fou reconeguda aviat, i altres joves volgueren adherir-s'hi. El 12 de juliol de 1872 el bisbe de Girona, Constantí Bonet, els va fer lliurament d'un reglament intern, encara com a associació, però no com a institut de vida consagrada. Per evitar la prohibició vigent (des de 1868 estaven prohibides per llei les associacions i congregacions religioses), Maria Gay i les seves companyes van fer la seva professió en el Tercer Orde de Sant Francesc, com a laiques. Establiren una primera residència a la Pujada de Sant Domènec, després a la Força i en 1876 al Portal Nou, que esdevingué la casa mare de la congregació i el centre de formació de les novícies.
El 1879, la comunitat obrí casa a la Bisbal d'Empordà, on foren cridades per famílies que n'havien sentit a parlar i que adreçaren la petició al bisbe. L'any següent, l'Ajuntament de Banyoles sol·licità germanes per tenir cura dels malalts de l'hospital, que serà el primer confiat a l'institut i des del qual també assistien a domicili.
El 1880, el nou bisbe Tomàs Sivilla els va permetre inaugurar el noviciat. La comunitat inicial s'anava fent cada vegada més nombrosa; des d'aleshores, assistien els malalts tant als seus propis domicilis com en els hospitals. El 1881, una altra comunitat es feia càrrec de l'hospital de Lloret de Mar, a petició de l'Ajuntament. El reglament redactat per a aquesta fundació, establint les obligacions de les germanes i de l'ajuntament, serví de model per a les futures fundacions, on les germanes es feien càrrec de serveis sanitaris de titularitat pública. Maria Gay encara va fundar a Torroella de Montgri (1882), Sant Feliu de Guíxols i Blanes, les dues en 1884. El mateix any, però, Maria morí a Girona.
El 19 de març de 1885, a l'any de la mort de la Maria, el bisbe de Girona Tomás Sivilla concedí a l'Institut l'aprovació diocesana i la professió pública dels vots religiosos, constituint-se com a congregació religiosa amb el nom d'Institut de les Religioses de Sant Josep de Girona. Les constitucions de 19 de març de 1885 defineixen l'objectiu primer de l'institut: "Aquesta Congregació té per objecte exclusiu el servei dels malalts tant a les cases particulars com en els hospitals".
El 1911 el també bisbe de Girona Francesc de Pol concedia l'aprovació diocesana definitiva, i Pius XI atorgà l'aprovació pontifícia i el Decretum laudis el 16 de gener de 1928. L'aprovació definitiva la feu el mateix papa el 16 de juny de 1936.

## Activitat i difusió
D'acord amb els estatuts, les Germanes de Sant Josep tenen com a missió "l'exercici de la caritat envers els malalts, prestant-los assistència espiritual i corporal" (Constitucions, 3). Per això mantenen clíniques i hospitals o treballen en ells, a més de fer assistència sanitària a domicili. També mantenen residències per a ancians i alguns col·legis, a més de fer apostolat missioner. Un d'aquests col·legis és el Col·legi Sagrada Família de Girona, que ja ha celebrat els seus 50 anys, ja que va ser fundat per l'Institut de Religioses de Sant Josep de Girona el 1966.
El 2024, les Religioses de Sant Josep de Girona tenen comunitats a Girona, Vila-roja, Figueres, Olot, Cassà de la Selva, Solius, Malgrat de Mar, Barcelona, Burjassot, Gandia, León, Burgos, Jaén, Porcuna i Arjonilla, A més, la comunitat és present en altres llocs d'Espanya i a França, Itàlia, Colòmbia, Veneçuela, Perú, Mèxic, Guinea Equatorial, Ruanda, Camerun, Kenia i la República Democràtica del Congo.[.

## Processos de canonització
Diverses religioses d'aquest institut estan en procés de canonització, com la fundadora, Maria Gay i Tibau. El gener de 2015, el papa Francesc va reconèixer el martiri de 21 religiosos durant la Guerra Civil, entre els quals hi havia tres religioses de la congregació de l'Institut de les Germanes de Sant Josep, que són Fidela Oller i Angelats, Facunda Margenat i Roura i Josefa Monrabal Montaner, que van ser assassinades entre el 26 i el 29 d'agost de 1936. Fidela Oller (Banyoles, 1869), dedicada als malalts, va fundar l'institut a Gandia, i fou assassinada el 1936. Monrabal (Gandia, 1901) va viure a Girona i treballà amb els malalts a Vila-real (Castelló) i fou assassinada amb 35 anys. Margenat (Girona, 1876) treballà per als malalts a Barcelona fins que el 1936 fou assassinada a l'Arrabassada.